# Malcolm
Malcolm (výslovnost [ˈmælkəm]) je anglické mužské rodné jméno s původem ve staroirštině či skotské gaelštině. Vyskytuje se také poměrně řídce jako příjmení. Svátek slaví 30. listopadu.

## Původ a význam jména
Jméno vychází ze staroirského Máel Coluim s významem „následovník (máel) (svatého) Kolumby (Coluim)“, což byla významná postava gaelských dějin.

## Známí nositelé

### Rodné jméno
- Malcolm I. (před 900–954), král Skotska
- Malcolm II. (?–1034), král Skotska
- Malcolm III. (1033–1093), král Skotska
- Malcolm IV. (1141–1165), král Skotska
- Malcolm X (1925–1965), americký islámský duchovní a bojovník za lidská práva
- Malcolm McDowell (* 1943), anglický herec
- Malcolm McLaren (1946–2010), britský hudebník, módní návrhář, designer a hudební manažer
- Malcolm Turnbull (* 1954), australský politik a premiér
- Malcolm Young (1953–2017), člen rockové hudební skupiny AC/DC
- Malcolm Arnold (1921–2006), anglický hudební skladatel
- Malcolm Arbuthnot (1877–1967), anglický piktorialistický fotograf a umělec
- Malcolm Barber (* 1943), britský historik
- Malcolm Baldrige (1922–1987), americký politik
- Malcolm Lowry (1909–1957), anglický básník a spisovatel
- Malcolm Sheperd Knowles (1913–1997), americký teoretik vzdělávání dospělých a andragogiky
- Malcolm Ranjith (* 1947), srílanský římskokatolický kněz, arcibiskup a kardinál kolombské arcidiecéze
- Malcolm Gladwell (* 1963), kanadský novinář a spisovatel
- Malcolm Campbell (1885–1948), britský automobilový závodník
- Malcolm Bradbury (1932–2000), anglický spisovatel
- Malcolm Smith (* 1973), britský sportovní lezec
- Malcolm Cecil (* 1937), anglický hudebník a hudební producent
- Malcolm Fraser (1930–2015), australský politik a premiér
- Malcolm Middleton (* 1973), skotský hudebník
- Malcolm David Kelley (* 1992), americký herec

### Příjmení
- Christian Malcolm (* 1979), britský atlet, sprinter